# Klicanje apostolov (Ghirlandaio)
Klicanje apostolov je freska italijanskega renesančnega slikarja Domenica Ghirlandaia, ki je bila izdelana v letih 1481–1482 in je v Sikstinski kapeli, danes v Vatikanu. Prikazuje evangelijsko pripoved o Jezusu Kristusu, ki Petra in Andreja kliče, naj postaneta njegova učenca.

## Zgodovina
Leta 1481 je več florentinskih slikarjev odšlo v Rim, kamor so jih poklicali v okviru projekta sprave med Lorenzom de' Medici, dejanskim vladarjem Firenc in papežem Sikstom IV.. Florentinci so začeli delati v Sikstinski kapeli že spomladi 1481 skupaj s Pietrom Peruginom, ki je bil že tam.
Tema dekoracije je bila vzporednica med Mojzesovimi zgodbami (desna stena) in Kristusovimi zgodbami (leva stena), kot znak kontinuitete med Staro in Novo zavezo - ki pripoveduje o prenosu božanskega zakona iz tabel postave na Kristusovo podobo in iz njih skozi ključno epizodo izročitve ključev sv. Petru in njegovim potomcem, torej papežu samemu.
Dve freski sta zagotovo Ghirlandaiovi, Klicanje apostolov in Vstajenje, ki so ga zaradi velike škode prebarvali konec 16. stoletja. Tretja, (Prečkanje Rdečega morja, na steni Mojzesovo življenje, je bilo pripisovano med drugim: Ghirlandaiju, Biagio d'Antoniu ali Cosimu Rosselliju.

## Opis
V ozadju levo Jezus pokliče ribiča Petra in Andreja. Oba sta vidna tudi v ozadju desno, za Jezusom, ki pokliče Jakoba in Janeza, ki obnavljata mreže na čolnu svojega očeta Zebedeja.
V ospredju sta Peter in Andrej, oblečena v plašče s svojimi tradicionalnimi barvami (rumeno-oranžna za Petra in zelena za Andreja). Poklekneta ob Kristusu, ki jih blagoslovi. Edinstven element freske je vključitev množice, upodobljene v sodobnih oblačilih. Njihovi obrazi so bili obrazi florentinske skupnosti v Rimu, ki so prebivali v bližini cerkve Santa Maria sopra Minerva.
Na levi je beli bradati mož, morda literat iz Konstantinopla, ki je bil model za sliko Sv. Hieronim v studiu v cerkvi Ognissanti v Firencah. V središču, tik za Jezusom, je portret Diotisalvija Neronija, ki se je po zapletu proti Pieru di Cosimu de' Medici zatekel v Rim. Drugi izgnanec iz Konstantinopla je bil Janez Argyropoulos, ki se pojavi na desni. Drugi značaji na desni so člani družine Tornabuoni.

## Slog
Klicanje je delo odlične izdelave, kjer je umetnik uporabil slovesnost, ki je kasneje ne najdemo v njegovem delu. Postavitev, oblačila in barve nekaterih likov ter nekateri odnosi spominjajo na prizorišče na sliki Davčni novčič v kapeli Brancacci, ključnega dela zgodnje florentinske renesanse, ki ga je po pričevanju Vasarija lahko preučil tudi Ghirlandaio.
Barve so žive in svetle, še posebej učinkovite pri opisovanju nežnosti kože ali pri usklajevanju z barvami najnovejše mode sodobnikov.
Ghirlandaiova portretna sposobnost je prvič dosegla vrhunec prodornega realizma po prvih preizkusih na freskah kapele Santa Fina (1475) in postala ena njegovih najbolj znanih in cenjenih značilnosti.

## Druga literatura
- Santi, Bruno (2001). »Ghirlandaio«. I protagonisti dell'arte italiana. Florence: Scala.